# 미결처리반 Q: 도살자들
미결처리반 Q: 도살자들(Fasandraeberne, The Absent One)은 , 프랑스, 독일에서 제작된 미켈 노르가드 감독의 2014년 범죄, 스릴러 영화이다. 니콜라이 리 코스 등이 주연으로 출연하였다. 알려진 다른 제목은 도살자들이다.

## 출연

### 주연
- 니콜라이 리 코스
- 페레스 파레스

### 조연
- 다니카 쿠르시크
- 요한 필립 애스백
- 다비드 덴칙
- 사라-소피에 바우스니나
- 소렌 필마르크
- 피터 크리스토퍼젠

## 제작진
- 원작자: 유시 아들레르 올센